# Isabelle Ferrer
Isabelle Ferrer née le 3 avril 1974 à Dijon, est une triathlète et duathlète professionnelle française, championne de France de triathlon et de duathlon longue distance.

## Biographie

### Jeunesse
Isabelle Ferrer commence le triathlon, discipline qu'elle découvre à Londres, à l'âge de 26 ans. Elle pratique à l'origine le tennis et l'équitation, et est titulaire d'un diplôme d’État d’éducation sportive,.

### Carrière
En 2014, Isabelle Ferrer effectue son retour après une opération du dos en 2013 qui l'a tenue éloignée des compétitions toute l’année. Elle débute par le championnat de France de duathlon longue distance. Prenant la tête de la course dès les premiers kilomètres, elle décroche son second titre sans être vraiment inquiétée par ses poursuivantes, Pauline Damiens et Emilie Jamme qui prennent respectivement la deuxième et la troisième places du championnat. Elle réalise un doublé en remportant également le championnat de France de triathlon longue distance. Partie sous des conditions climatiques difficiles à la poursuite de la favorite Charlotte Morel qui creuse un écart de plus de sept minutes, elle prend la tête de l'épreuve au départ de la course à pied, après la lourde chute sans gravité de Charlotte Morel sur la fin du parcours cycliste. Avec une grande détermination, elle réussit à garder son avance et tient à distance Sabrina Godart et Juliette Coudray. Elle remporte pour la première fois un titre en triathlon et réalise ces performances à l'âge de 40 ans. Cette même année, elle finit pour la quatrième fois sur la seconde marche du podium de l'Embrunman, après avoir mené sur la plus grande partie de la course. Elle cède la première place au 31e kilomètre du marathon à l'Irlandaise Eimear Mullan.
En 2015, elle monte de nouveau sur la plus haute marche du championnat de France de duathlon longue distance, qui se déroule à Cambrai, au terme d'une course très disputée avec sa coéquipière de club, Julie Le Colleter. Le dénouement se joue sur la course à pied. Après la seconde transition, son avantage n'est que d'une quarantaine de secondes. Elle creuse l’écart jusqu'à deux minutes par un rythme de course à pied soutenu et démontre sa forme du moment. Elle termine en gérant cette avance et s'octroie le titre de championne de France, le troisième de sa carrière.

### Autres sports
Elle pratique également le cross-country et collectionne plusieurs titres régionaux en étant huit fois championne de Bourgogne de cross-country (2006, 2008, 2009, 2010, 2012, 2014, 2015 et 2016) et championne interrégionale nord-est en 2015.

## Palmarès
Le tableau présente les résultats les plus significatifs (podium) obtenus sur le circuit national et international de triathlon et de duathlon depuis 2003,.
| Année | Compétition                            | Pays      | Position           | Temps            |
| ----- | -------------------------------------- | --------- | ------------------ | ---------------- |
| 2017  | Ventouxman                             | France    | Médaille d'argent  | 6 h 1 min 17 s   |
| 2017  | Championnat de France longue distance  | France    | Médaille de bronze | 4 h 49 min 30 s  |
| 2015  | Championnat de France de duathlon (L)  | France    |                    | 3 h 57 min 24 s  |
| 2014  | Embrunman                              | France    |                    | 11 h 34 min 57 s |
| 2014  | Championnat de France longue distance  | France    |                    | 4 h 39 min 29 s  |
| 2014  | Championnat de France de duathlon (L)  | France    |                    | 3 h 44 min 53 s  |
| 2014  | Triathlon international de Lisbonne XL | Portugal  |                    | 4 h 21 min 20 s  |
| 2012  | Embrunman                              | France    |                    | 11 h 40 min 43 s |
| 2012  | Championnat de France de duathlon (L)  | France    |                    | 3 h 16 min 26 s  |
| 2011  | Embrunman                              | France    |                    | 11 h 31 min 34 s |
| 2010  | Embrunman                              | France    |                    | 11 h 49 min 17 s |
| 2010  | TriStar111 Allemagne                   | Allemagne |                    | 3 h 49 min 43 s  |
| 2009  | Championnat de France longue distance  | France    |                    | 6 h 55 min 5 s   |
| 2005  | Championnat de France longue distance  | France    |                    | Timing           |
| 2004  | Championnat de France longue distance  | France    |                    | Timing           |
| 2003  | Triathlon international de Nice        | France    |                    | 7 h 52 min 10 s  |
| 2003  | Championnat de France longue distance  | France    |                    | Timing           |